# A les mandíbules de la mort
A les mandíbules de la mort (en anglès: Into the Jaws of Death o Taxis to Hell – and Back – Into the Jaws of Death) és una fotografia feta el 6 de juny de 1944 per Robert F. Sargent, fotògraf en cap de la Guàrdia Costanera dels Estats Units d'Amèrica. Representa els soldats de la 1a Divisió d'Infanteria de l'exèrcit dels Estats Units d'Amèrica desembarcant d'una LCVP (vehicle de desembarcament, vehicle, personal) de l'USS Samuel Chase tripulat per la Guàrdia Costanera dels EUA a la platja d'Omaha durant el desembarcament de Normandia a la Segona Guerra Mundial.

## Fotografia
La fotografia va ser presa pel fotògraf en cap Robert F. Sargent durant la fase de desembarcament de tropes de l'operació Neptú, el component naval del desembarcament de l'operació Overlord, coneguda popularment com el «Dia D». La fotografia es va fer a les 7:40 hora local. Representa els soldats sortint del vaixell Higgins i vadeant per l'aigua fins a la cintura cap al sector «Easy Red» de la platja d'Omaha.
La imatge va ser una de les fotografies més reproduïdes dels desembarcaments del «Dia D». La fotografia original està emmagatzemada a l'Oficina Històrica de la Guàrdia Costanera dels Estats Units d'Amèrica.

## Context
La Neptú va ser l'operació de combat més gran mai realitzada per la Guàrdia Costanera dels Estats Units d'Amèrica. El vaixell Higgins, representat a la fotografia, havia sortit del transport d'atac USS Samuel Chase a uns 16 quilòmetres (10 milles; 8,7 milles nàutiques) de la costa de Normandia al voltant de les 5:30 del matí. Les ones van trencar contínuament sobre la proa quadrada del vaixell, i els soldats que hi havia a dins estaven empapats d'aigua freda de l'oceà.
En total, el Samuel Chase va perdre sis vaixells de desembarcament el «Dia D»; quatre es van enfonsar prop de la platja, un va ser empalat per un obstacle de platja i un altre va ser enfonsat per trets enemics.

## Origen de la frase
La frase «A les mandíbules de la mort» al títol de la fotografia prové d'una tornada de The Charge of the Light Brigade, un poema narratiu de 1854 d'Alfred Tennyson sobre la càrrega de la Brigada Lleugera en la batalla de Balaclava durant la Guerra de Crimea.

## En la cultura popular
La imatge va ser evocada a la pel·lícula de Hollywood de 1998 Salvem el soldat Ryan, i apareix a la portada de la traducció anglesa de Stanley Lombardo de 1997 de la Ilíada com a símbol de la universalitat de la guerra.